# اینجا هرگز هیچ‌چیز رخ نداده است
اینجا هرگز هیچ چیز رخ نداده‌است عنوان یک فیلم مستند کوتاه، محصول مشترک آلمان و ایران به کارگردانی آیت نجفی است.

## موضوع فیلم
در سال ۲۰۱۲ وقتی آخرین بمب‌ها روی تهران فرود آمد یک فیلم‌ساز ایرانی ساکن آمریکا به ایران می‌رود تا از این شهر پس از جنگ فیلم بسازد.